# Koji Kuramoto
Koji Kuramoto, född den 14 augusti 1951 i Hita, Japan, är en japansk judoutövare.
Han tog OS-silver i halv mellanvikt i samband med de olympiska judotävlingarna 1976 i Montréal.